# Granja de clics
Una granja de clics, en anglès, "click farm", en castellà "granja de clics" o el francès "ferme à clics", és un lloc proveït de molts dispositius mòbils reals en què una persona es dedica a fer clic manualment sobre continguts publicitaris i fer veure que navega de manera natural per determinades pàgines d'Internet.
La funció i l'objectiu final d'una granja de clics és donar visibilitat a Internet a una empresa, un perfil, etc., cosa que es considera un frau. Habitualment les persones que es dediquen a fer clics a enllaços són persones del Tercer Món o treballadors molt mal remunerats que a través de telèfons mòbils i de diverses targetes SIM es dediquen a fer clics a enllaços, navegant per webs durant un cert temps, subscrivint-se a butlletins, seguint determinats comptes de Twitter, de Facebook, d'Instagram, amagant la seva intencionalitat per semblar usuaris normals i corrents que naveguen per la xarxa, amb l'objectiu fraudulent d'augmentar el nombre de clics, de visites, de m’agrades, etc. Això fa que sigui difícil detectar-ho amb els filtres automàtics que detecten bots, per exemple, perquè actuen com a usuaris legítims de la xarxa.
Els falsos gestos generats a partir de les explotacions de clics són essencialment diferents de les derivades de robots on els programes d'ordinador estan escrits per experts en programari. Per fer front a aquests problemes, empreses com Facebook intenten crear algoritmes que busquen eliminar comptes amb una activitat inusual (per exemple, fixant-se en pàgines amb molts "m'agrada" en un curt període).

## Logística
Per a molts d'aquests treballadors, fer clic als anuncis suficients per dia pot augmentar substancialment els seus ingressos i també pot ser una alternativa a altres tipus de feina. És molt difícil que un filtre automatitzat detecti aquest trànsit simulat com a fals, perquè el comportament dels visitants sembla exactament el mateix que un visitant legítim real. Aquestes granges estan localitzades generalment en països en vies de desenvolupament, com ara l'Índia, la Xina, les Filipines o Bangladesh. Els empresaris d'aquestes granges de clics aprofiten la precarietat laboral d'aquests països. S'ha sabut, per exemple, que els treballadors guanyen un euro per cada mil m’agrades o per cada mil perfils de Twitter de què es fan seguidors. El negoci de click farms s'estén generant "m'agrada" i "seguidors" en plataformes de xarxes socials com Facebook, Twitter, Instagram, Pinterest i molt més. Els treballadors paguen, de mitjana, un dòlar dels EUA per mil o més persones que segueixen mil persones a Twitter. A continuació, feu clic a les granges que giren i venen els seus gustos i seguidors a un preu molt més alt. Segons Daily Mail, "BuyPlusFollowers ven 250 accions de Google+ per 12,95 €, InstagramEngine ven 1.000 seguidors [d'Instagram] per $ 12.00 i AuthenticHits ven 1.000 obres de SoundCloud per $ 9.00".
A Tailàndia, el juny de 2017, es va descobrir una granja de clics amb centenars de telèfons mòbils i diversos centenars de mil targetes SIM utilitzades per generar gustos i vistes a WeChat.
Hi ha dos mètodes per fer clic a l'agricultura. El primer és contractar els estafadors competidors per esgotar el pressupost publicitari del competidor perquè puguin mostrar els seus anuncis en una classificació més alta de pagament per clic a un cost inferior. En aquest cas, el competidor es veu afeblit en comptes de deixar de banda el sistema de licitació de pagament per clic. La inversió en la granja de clics feta per l'estafador és només una fracció molt petita de la quantitat perduda pel competidor. El segon és contractar els treballadors de camp de clics per fer clic a anuncis al lloc web del agricultor de clics. D'aquesta manera, els diners perduts pels anunciants són guanyats pel agricultor de clics, en comptes dels cercadors i xarxes de contingut com en el primer mètode.
La necessitat de fer clic sorgeix perquè, com diu The Guardian, "el 31% comprovarà les valoracions i les ressenyes, incloent-hi els seguidors de "M'agrada" i Twitter "abans que optin per comprar alguna cosa".

## Implicacions
La taxa d'interacció, un mètode de rendiment que mesura la qualitat de l'activitat de les xarxes socials, com Facebook likes o Twitter retweets, es pot interpretar en termes de "compromís per seguidor", mesurat dividint el nombre brut d'activitat de les xarxes socials pel nombre de seguidors. Els usuaris que realitzin serveis de farmàcia de clics a curt termini veuran que la seva taxa d'intercanvi es desaccelerarà a mesura que augmenta inicialment el volum d'activitat de les xarxes socials quan els serveis de finques de clic finalitzen, juntament amb l'augment de seguidors falsos si no són els mateixos.
Els investigadors i bloggers de seguretat italians Andrea Stroppa i Carla De Micheli van descobrir el 2013 que es van obtenir 40 milions de dòlars a 360 milions fins a la data de la venda i els beneficis potencials de comprar falsos seguidors de Twitter. Els 200 milions de dòlars a l'any també es meriten a partir d'activitats falses de Facebook. Al voltant del 40 al 80 per cent dels anuncis de Facebook es compren amb una base de pagament per clic. Els anunciants han afirmat que prop del 20 per cent dels clics de Facebook no són vàlids i que han intentat cercar reemborsaments. Això podria costar $ 2.494 mil milions de Facebook dels seus ingressos de 2014.
Algunes empreses han intentat mitigar els efectes de l'agricultura de clics. Coca-Cola va fer el seu anunci de Super Bowl de 2010 "Hard Times" privat després d'aprendre que es va compartir a Shareyt i va emetre una declaració que "no va aprovar als fans falsos". Hasbro va rebre una alerta sobre un casino en línia, el llicenciatari de la seva marca Monopoly havia afegit falsos missatges a Facebook i, per tant, es va contactar amb Facebook per eliminar el lloc. Hasbro va emetre una declaració que estava "horroritzada per escoltar el que havia passat" i va reclamar un coneixement previ de la pàgina.
Tot i fer clic a serveis de granges infringeix moltes polítiques d'ús de les xarxes socials, no hi ha regulacions governamentals que les facin il·legals. No obstant això, Sam DeSilva, advocat especialitzat en informàtica i subcontractació de la llei de Manches LLP a Oxford, havia esmentat que: "Potencialment, es violen diverses lleis: la protecció del consumidor i les normes de comerç deslleials. Efectivament, els consumidors individuals enganyen".

## Respostes del proveïdor de publicitat
Facebook va emetre una declaració en la qual prevenia als usuaris davant d'aquest tipus de pràctiques: "Això no prové d'algú realment interessat a connectar-se amb els beneficis de la marca ningú. Si executeu una pàgina de Facebook i algú us ofereix un impuls al vostre compte de fans a canvi de diners, el nostre consell és allunyar-se, sobretot perquè està en contra de les nostres regles i hi ha moltes possibilitats que els nostres sistemes automàtics eliminin aquests gustos. Investiguem i supervisem "venedors similars" i si descobrim que estan venent gustos falsos o generant converses de perfils falsos, els bloquejarem ràpidament des de la nostra plataforma". Andrea Faville va informar que les companyies Alphabet Inc., Google i YouTube "prenen mesures contra els mals actors que busquen el joc dels nostres sistemes". El portaveu de LinkedIn Doug Madey va dir que les connexions de compra que "dilueixen l'experiència dels membres viola el seu acord d'usuari i també pot provocar el tancament de comptes". El director executiu i fundador d'Instagram, Kevin Systrom, al seu torn, va informar que "hem estat desactivant els comptes d'spam d'Instagram o de manera contínua per millorar l'experiència de l'usuari".
La purga de falsos gustos i comptes de Facebook es va produir d'agost a setembre de 2012. Segons l'informe financer de Facebook 2014 a la Comissió de Valors i Valors, es van esborrar que es van eliminar 83 milions de comptes falsos, que representen aproximadament l'11,2% dels 1.300 milions de comptes totals de Facebook. Les pàgines relacionades amb Likester afectades inclouen Lady Gaga, que va perdre 65.505 seguidors i Facebook, que van perdre 124,919 gustos falsos. El gegant tecnològic Dell va perdre 107.889 gustos (el 2,87% del total dels seus gustos) en 24 hores. S'han suprimit milers de milions de visualitzacions falses de vídeo de YouTube després d'haver estat exposat pels auditors. El desembre de 2014, Instagram va realitzar una purga considerada la "Raptura d'Instagram" on es van veure afectats molts comptes, inclòs el compte d'Instagram, que va perdre 18,880,211 seguidors.